# Xanthopimpla granulata
Xanthopimpla granulata är en stekelart som beskrevs av André Seyrig 1932. Xanthopimpla granulata ingår i släktet Xanthopimpla och familjen brokparasitsteklar. Inga underarter finns listade i Catalogue of Life.